# Processo Monsanto
O Processo Monsanto é um importante método para a produção de ácido acético. Este processo opera a pressão de 30-60 atm e a uma temperatura de 150-200 °C e apresenta um rendimento maior que 99%. O processo Monsanto tem largamente sido suplantado pelo processo Cativa, um processo similar baseado em irídio desenvolvido pela BP Chemicals Ltd o qual é mais econômico e menos ambientamente nocivo.

## Ciclo Catalítico
A espécie ativa cataliticamente está no ânion cis-[[Rh(CO)2I2]]- (1). O ciclo catalítico tem sido apresentado como envolvendo seis passos, dois dos quais não encolve o ródio: conversão de metanol a iodeto de metila e a hidrólise do iodeto de acetila a ácido acético. O primeiro passo organometálico é a adição oxidativa do iodeto de metila a cis-[[Rh(CO)2I2]]- para formar a espécie hexacoordenada [[(CH3)Rh(CO)2I3]]- (2). Este ânion rapidamente transforma-se, via a migração de um grupo metila para a ligação carbonila, propiciando o pentacoordinado complexo acetila [[(CH3CO)Rh(CO)I3]]- (3). Este complexo pentacoordenado então reage com com monóxido de carbono para formar o complexo hexacoordenado dicarbonila (4) o qual decompõe-se por eliminação redutiva para formar o composto iodeto de acetila (CH3COI) e regenerar a forma ativa do catalisador. O iodeto de acetila é então hidrolisado a ácido acético.
A reação tem sido descrita como de primeira ordem com respeito ao iodeto de metila e o catalisador (1). Disto o passo determinante de taxa do ciclo catalítico tem sido proposto como sendo uma adição oxidativa do iodeto de metila ao catalisador (1). Se acredita que isto ocorra via ao ataque nucleofílico pelo centro de ródio sobre o carbono do iodeto de metila.

## Processo anidrido acético Tennessee Eastman
O anidrido acético é produzido por carbonilação de acetato de metila em um processo que foi inspirado pela síntese de ácido acético Monsanto.
CH3CO2CH3  + CO  →   (CH3CO)2O
Neste processo o acetato de metila converte-se a iodeto de metila, o qual é convertido em iodeto de acetila, que reage com sais acetato ou ácido acético para dar o produto. Iodeto de ródio e sais de lítio são empregados como catalisadores. Porque o anidrido acético não é estável em água, a conversão é conduzida sob condições anidras em contraste à síntese de ácido acético Monsanto.